# San Daniele del Friuli
San Daniele del Friuli es un municipio italiano situado en la provincia de Údine, en la región de Friul-Venecia Julia. Tiene una población estimada, a fines de 2022, de 7914 habitantes.

## Geografía

### Demografía
| Gráfica de evolución demográfica de San Daniele del Friuli entre 1861 y 2022 |
|                                                                              |
| Fuente: ISTAT - Elaboración gráfica de Wikipedia                             |